# Francis De Sales
Francis A. De Sales (23 de marzo de 1912-25 de septiembre de 1988) fue un actor estadounidense. Fue conocido por sus papeles en dos antiguas series televisivas: el del Teniente de policía Bill Weigand en el show de la CBS y después de la NBC Mr. and Mrs. North (1952–1954) y el del Sheriff Maddox en la producción western Two Faces West (1960–1961). Además de ello, trabajó en otras muchas producciones televisivas, a menudo interpretando a agentes de la ley. También encarnó en cuatro ocasiones a Ralph Dobson en la sitcom de la ABC The Adventures of Ozzie and Harriet y trabajó en cinco episodios, con diferentes personajes, en la serie de la CBS Perry Mason.

## Biografía
Nacido en Filadelfia, Pensilvania, fue actor teatral del circuito de Broadway formando parte del grupo de actores llamado Dead End Kids. Su primer papel televisivo fue el de Harold Faller en la producción de la NBC The Big Story. Tras The Big Story, De Sales trabajó en Mr. and Mrs, North, show protagonizado por Richard Denning y Barbara Britton, y cuyo origen era radiofónico con historias basadas en los relatos de Richard y Frances Lockridge. De los 25 episodios en los cuales De Sales hizo un papel principal destacan "Climax", "Mask of Hate", "The Girl in Cell 13", "The Placid Affair", y "Busy Signal".
En Two Faces West, De Sales encarnó al Sheriff Maddox, trabajando junto a Charles Bateman, que interpretaba dos papeles, el del Marshal Ben January y el de su gemelo, el médico Rick January. Joyce Meadows interpretaba a Stacy. Algunos de los 23 capítulos que De Sales rodó fueron "The Assassin", "The Dead Ringer", "The Decision", "The Crisis", y "The Accused". En la temporada televisiva 1955-1956 De Sales interpretó a oficiales navales en "Operation Three-In-One" y "Get Back Somehow", episodios de la serie de la CBS Navy Log. 
Entre sus papeles cinematográficos, la mayoría sin créditos, figuran los que llevó a cabo en los filmes Darby's Rangers (1958), Sunrise at Campobello (1960), y The Flight That Disappeared y When the Clock Strikes (ambos de 1961).
Al final de su carrera De Sales trabajó en la serie de la CBS Barnaby Jones ("The Deady Conspiracy, Part II", 1975) y en la de la ABC Dinastía (1976).
Francis De Sales falleció en 1988 en el barrio de Van Nuys, en Los Ángeles, California. Tenía 76 años de edad. 

## Papeles western
- Gray Ghost, serie basada en las andanzas del militar de los Estados Confederados de América John S. Mosby, en el papel de Bannersby en el episodio "Charity" (1957).
- Sheriff of Cochise, como Fred Billings en "Revenge" (1957).
- Cheyenne, como Teniente Quentin en "Land Beyond the Law" y como sheriff en "The Brand" (ABC, 1957).
- Sergeant Preston of the Yukon, cinco episodios, concluyendo como Cy Bartok en "The Diamond Collar" (1958).
- Colt .45 en "Sign in the Sand" (ABC, 1958).
- State Trooper, como Teniente Jackford en "Jail Trail" (1957) y como Donald Perry en "Dangerous Honeymoon" (1958).
- Casey Jones, como Hoskins en "Hard Luck Train" (1958).
- Tales of Wells Fargo, en "Faster Gun" (NBC, 1958).
- Frontier Doctor, como Tom Lynch en "Double Boomerang" (1958).
- Jefferson Drum, como Bass Williard en "$50 for a Dead Man" (NBC, 1958).
- Wanted: Dead or Alive, como Sam, un médico, en "Sheriff of Red Rock" (CBS, 1958).
- Bronco, como Lawrence Larson en "Hero of the Town" (ABC, 1959).
- Sugarfoot, como Mayor Sterling en "The Hunted" (1958) y "Outlaw Island" (ABC, 1959).
- Riverboat, como Ed Baker en "The Boy from Pittsburgh" (NBC, 1959).
- Maverick, como Mr. Gilling en "The Seventh Hand" (1958) y como Mayor Culpepper en "The People's Friend" (ABC, 1960).
- The Life and Legend of Wyatt Earp, "The Judas Goat", "Love and Shotgun Gibbs", y "The Scout" (ABC, 1959–1960).
- The Man From Blackhawk, como un sheriff en "Gold Is Where You Find It" (ABC, 1960).
- The Deputy, como Porter en "The Chain of Action" y como Mattson en "The Deady Breed" (NBC, 1960).
- Wagon Train, como Mark en "The Jim Bridger Story", con Karl Swenson como Jim Bridger (NBC, 1961).
- El virginiano, tres episodios, incluyendo el papel de Dave McCoy en "A Distant Fury" (NBC, 1963).
- The Wild, Wild West, como Charlton en "The Night of the Skulls" (CBS, 1966).
- Bonanza, "The Beginning" (1962) y, su último papel western, "The Arrival of Eddie" (NBC, 1968)[2]

## Papeles dramáticos
- Alfred Hitchcock Presents, como un jugador de cartas en "Crack of Doom" (CBS, 1956).
- Crusader, como Sheriff Smithers e "The Visitors" (CBS, 1956).
- Whirlybirds, como John Osborn en "Lynch Mob" (1957).
- Richard Diamond, Private Detective, como Philip Brinkley in "Pension Plan" y como Charles Courtney en "Lost Testament" (CBS, 1958).
- Behind Closed Doors en "The Enemy on the Flank" (1958).
- 77 Sunset Strip, como Sargento Egan en "Not an Enemy in the World" (1958)y como Jefe Johnson en "The Grandma Caper" (ABC, 1959).
- M Squad, como Dr. Myron Ross en "The Merits of the Case" (1958) y como Dr. Arthur May en "Ten Minutes to Doomesday" (NBC, 1959)..
- Gunn, como fiscal de distrito en "Hot Money" (NBC, 1960).
- The Millionaire, como Myron Bradford en "Millionaire Margaret Stoneham", junto a Mona Freeman (CBS, 1960).
- Los Intocables, como el Capitán Troy en "Three Thousand Suspects" y como el fiscal de distrito Roger Hayden en "The Larry Fay Story" (ABC, 1960).
- Shannon, como Ray Petri en "Cold Trail" (1961).
- Checkmate, como Sargento Lawrence en "To the Best of My Recollection" (CBS, 1961).
- Dr. Kildare, como Dr. Whitner en "The Thing Speaks for Itself" (NBC, 1963).
- Kraft Suspense Theatre, cuatro episodios, incluyendo The Court-Martial of Paul Ryker", con dos partes (NBC, 1963).
- Arrest and Trial, como un reportero en "A Shield Is for Hiding Behind" (ABC, 1963).
- The Outer Limits, como un guardia de prisión en "The Mice (ABC, 1964).
- The Twilight Zone, como un doctor (sin créditos) en "Sounds and Silences (CBS, 1964).
- The Alfred Hitchcock Hour, como el Teniente Farrell en "Beyond the Sea of Death" (CBS, 1964).
- The Felony Squad, como Harmon en "The Broken Badge" (ABC, 1966).
- The F.B.I., como Hewitt en "The Camel's Nose" (1966), Frank Murray en "A Sleeper Wakes" (1967), y Dr. Layton en "The Exchange" (ABC, 1973).
- The Mod Squad, como Alex Tate en "An Eye for an Eye" (ABC, 1969).
- O'Hara, U.S. Treasury, como William Teal en "Operation: Payoff" (CBS, 1971).
- Days of Our Lives, como James Spencer (NBC, 1971).
- Marcus Welby, M.D., como Ralph Martin en "The Outrage" (ABC, 1974).
- The Rookies, como Dr. Mauer en "A Matter of Justice" (1973) y como Profesor Parmel en "Walk a Tightrope" (ABC, 1974)
- Cannon en "Killer on the Hill" (CBS, 1975).[2]

## Papeles de comedia
- The Gale Storm Show, como Hartley E. Benson en "Bonnie Lassie" (CBS, 1956).
- Leave It to Beaver, como Mr. Anderson (CBS, 1957).
- Bachelor Father, tres episodios (CBS, NBC, 1958–1961).
- How to Marry a Millionaire, como George Nichols in "A Husband for Julia"  (1959).
- Hazel, como Osborn Bailey en "Hazel and the Playground" (NBC, 1961).
- The Munsters, como Mr. Foster en "Herman's Driving Test" (CBS, 1965).
- Green Acres, como Mr. Bliswell en "The Computer Age" (CBS, 1967).
- The Flying Nun, como el Obispo en "It's an Ill Windfall" (ABC, 1967).
- The Governor and J.J., como el Senador Loomis en "Charley's Back in Town" (CBS, 1970).[2]